# À l'assaut du Fort Clark
Pour plus de détails, voir Fiche technique et Distribution.
À l'assaut du Fort Clark (titre original : War Arrow) est un film américain réalisé par George Sherman, sorti en 1953.

## Synopsis
Alors que les tribus Kiowas ne cessent d'assaillir les colons de l'Oklahoma, le commandant Howell Brady est envoyé au Fort Clark pour trouver une solution. Il décide alors de recruter les Indiens séminoles pour l'aider à les combattre.

## Fiche technique
- Titre : À l'assaut du Fort Clark
- Titre original : War Arrow
- Réalisation : George Sherman
- Scénario : John Michael Hayes
- Producteur : John W. Rogers
- Société de production : Universal Pictures
- Musique : William Lava, Herman Stein (non crédités)
- Photographie : William H. Daniels
- Montage : Frank Gross
- Direction artistique : Alexander Golitzen et Bernard Herzbrun
- Décorateur de plateau : Russell A. Gausman et Joseph Kish
- Costumes : Edward Stevenson
- Distribution : Universal Pictures
- Pays de production : États-Unis
- Langue : anglais
- Format : Technicolor - Son : Mono (Western Electric Sound System)
- Genre : Western
- Durée : 78 minutes
- Dates de sortie : 
  - États-Unis : 26 décembre 1953
  - États-Unis : 15 octobre 1954

## Distribution
- Maureen O'Hara : Elaine Corwin
- Jeff Chandler (VF : René Arrieu) : Major Howell Brady
- John McIntire (VF : Claude Péran) : Colonel Jackson Meade
- Suzan Ball (VF : Nelly Benedetti) : Avis
- Noah Beery Jr. (VF : Jean Daurand) : Sergent Augustus Wilks
- Charles Drake (VF : Jacques Erwin) : Sergent Luke Schermerhorn
- Henry Brandon (VF : Marc Valbel) : Chef Maygro
- Dennis Weaver (VF : Roger Rudel) : Pino
- Jay Silverheels : Satanta
- Jim Bannon (VF : Jacques Beauchey) : Capitaine Roger G. Corwin
- Stephen Wyman (VF : Hubert Noël) : Capitaine Neil
- Bradford Jackson (VF : Jacques Thébault) : Lieutenant